# Воротинське князівство
Воротинське князівство — одне з удільних князівств Чернігово-Сіверської землі з центром у Воротинську. Обіймало частину земель Верхнього Пооччя (тепер Калузька область Російської Федерації). Утворилося внаслідок розпаду Новосильського князівства. Тривалий час перебувало у складі Великого князівства Литовського у статусі васала. Зрештою правителі Воротинського князівства визнали зверхність Великого князівства Московського. 1573 році ліквідовано Московським царством.

## Історія
Утворилося після смерті Льва Романовича, князя Новосильського і Одоєвського (приблизно після 1404 року). Вперше Воротинське князівство згадується в джерелах у 1427 року як залежне від Литви. Напевно, що його тримав князь Василь Львович. Федір Львович згадується в джерелах під 1442, 1448 і 1455 роках як князь Новосильський, Одоєвський і Воротинський. На думку Л. Войтовича він спочатку володів Воротинським князівством, успадкувавши його після брата Василя, а потім отримав Новосильсько-Одоєвське князівство. В результаті Воротинське князівство знову увійшло до складу Новосильського князівства.
У 1455 році після смерті Федора Львовича відбувся новий розділ, в результаті чого Воротинське князівство знову виокремилося. Його князями стали Семен, Михайло і Дмитро Федоровичі, які розділили Воротинське князівство. Тривалий час князі маневрували між Литвою і Москвою, намагаючись зберегти свій уділ. Водночас слугувало важливим захистом прикордонних земель Великого князівства Литовського. Втім прикордонне становище князівства призвело до того, що воно стало об'єктом постійних нападів московських військ (особливо з 1487 року), які в значній мірі сплюндрували це володіння. До цього додалося посилення католицької пропаганди й утиски православних в Литві.
Восени 1487 року на московську службу перейшов старший син Михайла Федоровича — Іван, якому батько виділив уділ з центром у Перемишлі (місто на Оці південніше Воротинська). У грудні 1489 року князь Дмитро Федорович теж перейшов на московську службу. Наймолодший з братів Семен Федорович, який володів Мосальськом, Серпейськом, Залідовом, Опаковом, Городечною і Лучином, а також третиною Воротинська, останнім з воротинських князів у 1492 року склав московську присягу. Він тривалий час залишався відданим Литві, але поразки останньої у війні 1492—1494 років змусили Семена Воротинського визнати зверхність Москви. За угодою 1494 року великий князь Литовський Олександр Ягеллончик признав залежність Воротинського князівства від великого князівства Московського.
Молодші Федоровичі померли без нащадків і, згідно нової московської практики їх уділи перейшли до великого князя Івана III. В результаті Воротинське князівство переважно було ліквідовано Іван Михайлович успадкував батьківську частину Воротинського князівства, зберігши за собою Перемишльський уділ та титул князя Воротинського. Але на військову службу він виходив з своїм військом лише тоді, коли доводилося захищати південні та західні границі, зв'язані безпосередньо з його уділом.
Після смерті Івана Михайловича князівство по частках успадкували його сини — Володимир, Михайло та Олександр. До 1565 року Михайло після смерті братів знову об'єднав князівство. У 1573 році його було вбито за наказом московського царя Івана IV Грозного, який приєднав рештки Воротинського князівства до свого царства.